# 斯波義統
斯波義统（1513年－1554年8月10日）是日本戰國時代的守護大名。父親是尾張守護斯波義達。斯波氏（武衛家）第14代當主（在『武衛系圖』中與父親義達一同被省略）。兒子有斯波義銀、毛利秀賴（有異説）、津川義冬。官位是左兵衛佐、治部大輔。

## 生平
永正10年（1513年）出生，尾張守護斯波義達的嫡男。當時的斯波氏受到隣國的今川氏攻擊，其中一個守護國遠江國被奪去等事件令其處於劣勢。因此父親義達對奪回遠江有相當大的意欲，不斷地向遠江出兵。這次出兵被斯波氏的重臣織田氏反對，接著守護代織田達定開始舉兵反對義達，最後演變成守護對守護代的合戰。最後在這次合戰中，守護義達討伐守護代達定並令守護代勢力崩壞，之後繼續向遠江出兵。但是在永正12年（1515年），義達被今川氏親大敗，自身亦被捕虜而感到相當屈辱，把守護職讓給3歲的兒子義統，數年後在失意中病逝。
因此被義達在一時間弱化的織田氏回復了勢力。原本在尾張中，從應仁之亂以來守護代織田一族中分裂為支配上四郡的「伊勢守家」（岩倉織田氏）和支配下四郡的「大和守家」（清洲織田氏）兩派，但是伊勢守家很早就被弱化，其次的大和守家因為被義達討伐，尾張國内因為織田一族的混亂而陷入群雄割據狀態。年幼的義統對於這個狀況亦無可奈何，被父親義達曾經討伐過的守護代家（大和守家）織田達勝和織田信友擁立而變成傀儡。
在陷入群雄割據狀態的尾張國内中，特別是掌握了津島的經濟的織田彈正忠家（大和守家的家臣）突然抬頭，達勝和信友、上四郡的守護代伊勢守家的織田信安和變得強勢的彈正忠家織田信秀都想成為織田家宗家而在形式上擁護著義統。
義統經常被信友當作傀儡地支配著，馬上對此表示不滿；除了政治的對立以外，義統還與信秀爭奪女人（後來信秀的側室岩室），兩者的對立開始深化。
天文23年（1554年），義統對這樣的狀況感到相當厭惡，於是在信友企圖謀殺彈正忠家的織田信長時，向信長密告這個計劃以求取得信長的協助，但是知道此事的信友被激怒，在義統的嫡男義銀率領有力家臣前往狩獵之際，信友與小守護代坂井大膳一同攻入守護所，並逼使義統自殺。

## 死後
為了報義統的仇，義銀向信長求救，並成功借助信長的手來報仇。織田信友在名義上是信長的主君，而戰國大名出身的信長亦被這樣的主從關係綑縛著。但是在信友討伐守護後，信長就能以替主家討伐謀反者的名義來殺死信友。
信長在不久後就進攻上四郡守護代家，連傀儡守護斯波義銀亦被追放。於是守護和守護代勢力都被消去下，尾張就在信長的手裡被統一了。